# 守山 (名古屋市)
守山（もりやま）は、愛知県名古屋市守山区の地名。現行行政地名は守山一丁目から守山三丁目。住居表示実施。

## 地理
名古屋市守山区西部に位置し、東は東山町・大屋敷、西は守牧町・町北、南は町南・廿軒家、北は大牧町に接する。

## 歴史
江戸期から1889年までは春日井郡（のち東春日井郡）守山村であった。

### 町名の由来
山守りに由来する説、森山が転じた説があり、はっきりしないという。

### 沿革

#### 大字守山
- 1889年（明治22年）10月1日 - 合併に伴い、東春日井郡二城村大字守山が成立する[1]。
- 1906年（明治39年）7月16日 - 合併に伴い、東春日井郡守山町大字守山となる[1]。
- 1954年（昭和29年）6月1日 - 市制施行に伴い、守山市大字守山となる[1]。
- 1963年（昭和38年）2月15日 - 合併に伴い、名古屋市守山区大字守山となる[1]。
- 1968年（昭和43年）1月18日 - 一部が守牧町・金屋一丁目に編入される[3]。
- 1990年（平成2年）11月26日 - 大字守山の一部が守山一丁目・守山二丁目・守山三丁目[1]および西島町[1]・東山町[4]にそれぞれ編入される。
- 1991年（平成3年）11月25日 - 大字守山の一部が市場・町北・鳥羽見一丁目から同三丁目に編入される[5]。
- 1992年（平成4年）11月24日 - 大字守山の一部が更屋敷・町南に編入される[5]。
- 1998年（平成10年）2月16日 - 大字守山の一部が幸心一丁目・新守西・新守山に編入される[6]。
- 2001年（平成13年）11月19日 - 大字守山の一部が瀬古東一丁目に編入される[6]。

#### 守山一丁目～守山三丁目
- 1954年（昭和29年）10月18日 - 守山市立守山市民病院が設置される[7]。
- 1990年（平成2年）11月26日 - 守山区守山一丁目が大字守山、守山二丁目が大字牛牧・大字大森垣内・大字小幡・大字金屋坊・大字守山・守牧町、守山三丁目が大字廿軒家・大字守山の各一部からそれぞれ成立する[1]。
- 2001年（平成13年）3月23日 - ガイドウェイバス志段味線（ゆとりーとライン）が開業し、守山三丁目に守山駅が設置される。

##### 町名の変遷
| 実施後     | 実施年月日                | 実施前 |
| ---------- | ------------------------- | --- |
| 守山一丁目 | 1990年（平成2年）11月26日 | 大字守山の一部（字茶臼の全域、字町北・字町南・字北山の各一部） |
| 守山二丁目 | 1990年（平成2年）11月26日 | 大字牛牧（字影口の一部）・大字大森垣内（字欠口の一部）・大字小幡（字西浦市場の一部）・大字金屋坊（字影道の一部）・大字守山（字北山・字東山の各一部）・守牧町の各一部 |
| 守山三丁目 | 1990年（平成2年）11月26日 | 大字廿軒家（字廿軒家の一部）・大字守山（字山屋敷・字東山の各一部）                                                                                                   |

## 世帯数と人口
2019年（平成31年）4月1日現在の世帯数と人口は以下の通りである。
| 丁目       | 世帯数    | 人口    |
| ---------- | --------- | ------- |
| 守山一丁目 | 195世帯   | 426人   |
| 守山二丁目 | 900世帯   | 2,149人 |
| 守山三丁目 | 719世帯   | 834人   |
| 計         | 1,814世帯 | 3,409人 |

### 人口の変遷
国勢調査による人口の推移
| 2000年（平成12年） | 2,657人 | [ WEB 7 ]  |  |
| 2005年（平成17年） | 2,509人 | [ WEB 8 ]  |  |
| 2010年（平成22年） | 2,896人 | [ WEB 9 ]  |  |
| 2015年（平成27年） | 3,289人 | [ WEB 10 ] |  |

## 学区
市立小・中学校に通う場合、学校等は以下の通りとなる。また、公立高等学校に通う場合の学区は以下の通りとなる。
| 丁目       | 番・番地等 | 小学校               | 中学校               | 高等学校 |
| ---------- | ---------- | -------------------- | -------------------- | -------- |
| 守山一丁目 | 全域       | 名古屋市立守山小学校 | 名古屋市立守山中学校 | 尾張学区 |
| 守山二丁目 | 全域       | 名古屋市立守山小学校 | 名古屋市立守山中学校 | 尾張学区 |
| 守山三丁目 | 全域       | 名古屋市立守山小学校 | 名古屋市立守山中学校 | 尾張学区 |

## 施設

### 守山一丁目
- 名古屋市守山図書館[9]
- JAなごや守山支店[9]
- NTT守山営業所[9]

### 守山二丁目
- 守山いつき病院[9]

### 守山三丁目
- 陸上自衛隊第10師団司令部[9]
- 名古屋市守山生涯学習センター[9]

2番6号。1976年（昭和51年）5月15日に従来の守山公民館を改組し、守山社会教育センターとして設置。1997年（平成9年）4月、守山生涯学習センターと改称。2016年（平成28年）4月、指定管理者制度導入。鉄筋コンクリート造3階建で、延床面積は2,993.29平方メートル。
- あいち銀行守山支店[WEB 13]
- 瀬戸信用金庫守山支店[WEB 14]

## 交通
- 名古屋ガイドウェイバスガイドウェイバス志段味線（ゆとりーとライン） 守山駅
- 瀬戸街道[9]（愛知県道15号名古屋多治見線・愛知県道61号名古屋瀬戸線重複）
- 愛知県道30号関田名古屋線

## その他

### 日本郵便
- 集配担当する郵便局は以下の通りである[WEB 15]。

| 町丁         | 郵便番号 | 郵便局     |
| ------------ | -------- | ---------- |
| 守山（丁目） | 463-0067 | 守山郵便局 |
| 守山（番地） | 463-0077 | 守山郵便局 |

### WEB
1. ↑  “愛知県名古屋市守山区の町丁・字一覧”.   人口統計ラボ. 2017年3月26日閲覧。
2. 1 2  “町・丁目(大字)別、年齢(10歳階級)別公簿人口(全市・区別)”.   名古屋市 (2019年4月22日). 2019年4月23日閲覧。
3. 1 2  “郵便番号”.  日本郵便. 2019年3月17日閲覧。
4. 1 2  “郵便番号”.  日本郵便. 2019年3月17日閲覧。
5. ↑  “市外局番の一覧”.   総務省. 2019年1月6日閲覧。
6. 1 2  名古屋市役所市民経済局地域振興部住民課町名表示係 (2015年10月21日). “守山区の町名”.   名古屋市. 2017年3月26日閲覧。
7. ↑  名古屋市役所総務局企画部統計課統計係 (2005年7月1日). “（刊行物）名古屋の町(大字)・丁目別人口 (平成12年国勢調査)” (XLS). 2017年10月8日閲覧。
8. ↑  名古屋市役所総務局企画部統計課統計係 (2007年6月29日). “平成17年国勢調査　名古屋の町(大字)別・年齢別人口” (XLS). 2017年10月8日閲覧。
9. ↑  名古屋市役所総務局企画部統計課統計係 (2012年6月29日). “平成22年国勢調査　名古屋の町(大字)別・年齢別人口” (XLS). 2017年10月8日閲覧。
10. ↑  名古屋市役所総務局企画部統計課統計係 (2017年7月7日). “平成27年国勢調査　名古屋の町(大字)別・年齢別人口” (XLS). 2017年10月8日閲覧。
11. ↑  “市立小・中学校の通学区域一覧”.   名古屋市 (2018年11月10日). 2019年1月14日閲覧。
12. ↑  “平成29年度以降の愛知県公立高等学校（全日制課程）入学者選抜における通学区域並びに群及びグループ分け案について”.   愛知県教育委員会 (2015年2月16日). 2019年1月14日閲覧。
13. ↑  “店舗詳細 守山支店”.   愛知銀行. 2018年5月6日閲覧。
14. ↑  “店舗・ATMのご案内 守山支店”.   愛知銀行. 2018年5月6日閲覧。
15. ↑  “郵便番号簿 2018年度版” (PDF).   日本郵便. 2019年4月23日閲覧。

### 文献
1. 1 2 3 4 5 6 7 8  名古屋市計画局 1992, p. 857.
2. ↑  名古屋市計画局 1992, p. 620.
3. ↑  名古屋市計画局 1992, pp. 857–858.
4. ↑  名古屋市計画局 1992, p. 860.
5. 1 2  守山区制50周年記念事業実行委員会 2013, p. 395.
6. 1 2  守山区制50周年記念事業実行委員会 2013, p. 397.
7. ↑  愛知県守山市役所 1963, p. 353.
8. 1 2 3  『愛知県公報』平成2年11月21日付第288号
9. 1 2 3 4 5 6 7  名古屋市計画局 1992, p. 621.
10. 1 2 3 4 5  名古屋市教育委員会事務局総務部企画経理課 2018, p. 218.
11. ↑  名古屋市会事務局 1995, p. 50.